# ATP Finals 2024 - Doppio
Il doppio del torneo di tennis professionistico ATP Finals 2024, nell'ambito dell'ATP Tour 2024, si è giocato all'Inalpi Arena di Torino, in Italia, dal 10 al 17 novembre 2024. Tra i partecipanti erano assenti Rajeev Ram e Joe Salisbury, i detentori del titolo, in quanto non si sono qualificati a questa edizione del torneo.
In finale Kevin Krawietz e Tim Pütz hanno sconfitto Marcelo Arévalo e Mate Pavić con il punteggio di 7-6(5), 7-6(6).

## Teste di serie
1. Marcelo Arévalo /  Mate Pavić (finale)
2. Marcel Granollers /  Horacio Zeballos (round robin)
3. Wesley Koolhof /  Nikola Mektić (round robin)
4. Simone Bolelli /  Andrea Vavassori (round robin)

1. Max Purcell /  Jordan Thompson (semifinale)
2. Rohan Bopanna /  Matthew Ebden (round robin)
3. Harri Heliövaara /  Henry Patten (semifinale)
4. Kevin Krawietz /  Tim Pütz (campioni)

### Riserve
1. Nathaniel Lammons /  Jackson Withrow (non hanno giocato)

1. Máximo González /  Andrés Molteni (non hanno giocato)

## Tabellone

### Legenda
| - Q = Qualificato - WC = Wild card - LL = Lucky loser | - ALT = Alternate - SE = Special Exempt - PR = Protected Ranking | - w/o = Walkover - r = Ritirato - d = Squalificato |

### Parte finale
|  | Semifinali | Semifinali                    | Semifinali                    | Semifinali | Semifinali |  |  | Finale | Finale                     | Finale                     | Finale | Finale |  |
|  |            |                               |                               |            |            |  |  |        |                            |                            |        |        |  |
|  | 8          | Kevin Krawietz Tim Pütz       | 2                             | 6          | [11]       |  |  |        |                            |                            |        |        |  |
|  | 5          | Max Purcell Jordan Thompson   | 6                             | 3          | [9]        |  |  | 8      | Kevin Krawietz Tim Pütz    | Kevin Krawietz Tim Pütz    | 7      | 7      |  |
|  | 7          | Harri Heliövaara Henry Patten | Harri Heliövaara Henry Patten | 61         | 64         |  |  | 1      | Marcelo Arévalo Mate Pavić | Marcelo Arévalo Mate Pavić | 65     | 6      |  |
|  | 1          | Marcelo Arévalo Mate Pavić    | Marcelo Arévalo Mate Pavić    | 7          | 7          |  |  |        |                            |                            |        |        |  |

### Gruppo Bob Bryan
|   |                                 | Arévalo Pavić    | Bolelli Vavassori | Bopanna Ebden       | Krawietz Pütz       | RR V-P | Set V-P      | Game V-P       | Classifica |
| 1 | Marcelo Arévalo Mate Pavić      |                  | 6-3, 3-6, [10-3]  | 7-5, 6-3            | 3-6, 4-6            | 2-1    | 4-3 (57.14%) | 30-29 (50.85%) | 2          |
| 4 | Simone Bolelli Andrea Vavassori | 3-6, 6-3, [3-10] |                   | 6-2, 6-3            | 5-7, 4-6            | 1-2    | 3-4 (42.86%) | 30-28 (51.72%) | 3          |
| 6 | Rohan Bopanna Matthew Ebden     | 5-7, 3-6         | 2-6, 3-6          |                     | 7-5, 6(6)-7, [10-7] | 1-2    | 2-5 (28.57%) | 27-37 (42.19%) | 4          |
| 8 | Kevin Krawietz Tim Pütz         | 6-3, 6-4         | 7-5, 6-4          | 5-7, 7-6(6), [7-10] |                     | 2-1    | 5-2 (71.43%) | 37-30 (55.22%) | 1          |

La classifica viene stilata in base ai seguenti criteri: 1) Numero di vittorie; 2) Numero di partite giocate; 3) Scontri diretti (in caso di due giocatori pari merito); 4) Percentuale di set vinti o di game vinti (in caso di tre giocatori pari merito); 5) Ranking ATP

### Gruppo Mike Bryan
|   |                                    | Granollers Zeballos | Koolhof Mektić      | Purcell Thompson | Heliövaara Patten | RR V-P | Set V-P      | Game V-P       | Classifica |
| 2 | Marcel Granollers Horacio Zeballos |                     | 6-4, 6(6)-7, [8-10] | 6(14)-7, 3-6     | 6(2)-7, 4-6       | 0-3    | 1-6 (14.29%) | 31-38 (44.93%) | 4          |
| 3 | Wesley Koolhof Nikola Mektić       | 4-6, 7-6(6), [10-8] |                     | 6(1)-7, 3-6      | 6-4, 3-6, [10-12] | 1-2    | 3-5 (28.57%) | 30-36 (45.45%) | 3          |
| 5 | Max Purcell Jordan Thompson        | 7-6(14), 6-3        | 7-6(1), 6-3         |                  | 6(3)-7, 5-7       | 2-1    | 4-2 (66.67%) | 37-32 (53.62%) | 2          |
| 7 | Harri Heliövaara Henry Patten      | 7-6(2), 6-4         | 4-6, 6-3, [12-10]   | 7-6(3), 7-5      |                   | 3-0    | 6-1 (85.71%) | 38-30 (55.88%) | 1          |

La classifica viene stilata in base ai seguenti criteri: 1) Numero di vittorie; 2) Numero di partite giocate; 3) Scontri diretti (in caso di due giocatori pari merito); 4) Percentuale di set vinti o di game vinti (in caso di tre giocatori pari merito); 5) Ranking ATP